# Canneto Pavese
Canneto Pavese es una localidad y comune italiana de la provincia de Pavía, región de Lombardía, con 1.447 habitantes.

## Evolución demográfica
| Gráfica de evolución demográfica de Canneto Pavese entre 1861 y 2001 |
|                                                                      |
| Fuente ISTAT - elaboración gráfica de Wikipedia                      |